# Hovs hallar
Hovs hallar er den sidste udløber af Hallandsåsen ved kysten i det nordvestlige Skåne. En hal(d) er et ældre udtryk for en klippe. Hovs hallar er siden 1971 et naturreservat.